# インターナショナル・プレミア・テニス・リーグ
インターナショナル・プレミア・テニス・リーグ（International Premier Tennis League、略称IPTL）はテニスシーズンのオフシーズンを利用して開催される国際テニス大会である。

## 概要
IPTLは、ダブルスで活躍したマヘシュ・ブパシが中心になって2013年に旗揚げし、2014年11月に第1回大会が行われた。ザ コカ・コーラ カンパニーがタイトルスポンサーの下で実施。カタール航空もスポンサーである。主に世界の有名選手が参戦し、開催期間も約10日間程度で終了するが、一部選手は休暇のため出場辞退することも有る。
大会は男女シングルス及び男子・混合ダブルス、レジェンズシングルスの5試合制を採用。1試合あたり6ゲーム先取の1セットマッチで、5-5の場合はタイブレーク7点先取の「シュートアウト」を行う。最終的には5試合の合計獲得ゲームで勝敗を決め、5試合の合計得点が同点の場合は男子シングルスでタイブレーク10点先取の「スーパーシュートアウト」を行う。
またIPTL独自ルールとして、通常はレットと宣告されてやり直しになるサーブのネットインが認められており、レシーブ側が宣言して取れば得点が倍になる「パワーポイント」、60秒間のタイムアウト、試合中の選手交代の3つが1試合に1回だけ行使できる。

## 参加チーム
| チーム名                 | 国・都市       | 本拠アリーナ                       | 収容   | 設立年 | 加盟年 |
| ------------------------ | -------------- | ---------------------------------- | ------ | ------ | ------ |
| UAEロイヤルズ            | ドバイ         | N/A                                | 2014   | 2014   |        |
| インディアン・エーシーズ | ハイデラバード | ガチバウリ・インドア・スタジアム   | 5,000  | 2014   | 2014   |
| シンガポール・スラマーズ | シンガポール   | シンガポール・インドア・スタジアム | 12,000 | 2014   | 2014   |
| ジャパン・ウォリアーズ   | さいたま市     | さいたまスーパーアリーナ           | 8,000  | 2015   | 2015   |

2014年と15シーズンにはフィリピン・マーベリックスも参戦したがわずか2年で解散した。

## 歴代優勝チーム
- 2014年：インディアン・エーシーズ
- 2015年：シンガポール・スラマーズ
- 2016年：シンガポール・スラマーズ